# Jesse Spencer
Jesse Gordon Spencer (n. 12 februarie 1979, Melbourne, Victoria, Australia) este un actor și muzician australian. Este cel mai cunoscut pentru rolurile sale ca Billy Kennedy din telenovela australiană Neighbours (1994–2000, 2005), Dr. Robert Chase din drama medicală americană House (2004–2012) și căpitanul Matthew Casey din drama americană Chicago Fire ( 2012–2021).